# 出口夏希
出口 夏希（でぐち なつき、2001年（平成13年）10月4日 - ）は、日本のファッションモデル、女優。中国出身、東京育ち。インセント所属。

## 略歴
2017年夏、串揚げを食べに歩いていた渋谷宮益坂でインセントのスタッフからスカウトされる。憧れの山本美月が所属する事務所と聞き、その場に居合わせた友人と共に驚く。2018年3月にデビュー。ファストファッションブランドであるしまむらの写真撮影が、インセント所属後の初仕事であった。
集英社主催の「ミスセブンティーン2018」に応募・出場し、最終候補者によるアピール動画で、出口は中国語を披露した。
2018年8月23日、「Seventeen 夏の学園祭2018」（パシフィコ横浜・国立大ホール）で出口を含む6名が「ミスセブンティーン2018」に選ばれたことが発表された。このイベントを最後に専属モデル卒業となる広瀬すずをセンターにして、ミスセブンティーン6名は取材写真の撮影に臨んだ。
2018年11月11日放送のMBSテレビ（TBSテレビ）『林先生が驚く初耳学!』で小脇美里がプロデュースするウェディングドレスの紹介があり、出口は淡いピンクドレスを纏って登場した。
「HARUTA IMAGE GIRL 2019」に選ばれる。ローファーを組み入れた様々な服飾のイメージが『Seventeen』紙面やハルタの公式サイトで発信されている。2019年1月放送の『ココア』がテレビドラマ初出演である。「第30回フジテレビヤングシナリオ大賞」大賞作品のドラマ化であり、南沙良、出口、永瀬莉子の演じる3人の女子高校生が主人公のオムニバス形式となっている。7月放送開始のテレビドラマ『恋の病と野郎組』（BS日テレ）第2話では、佐藤龍我演じる主人公の中学時代の同級生というヒロインを務めた。
2021年4月期は撮影および放映スケジュールの都合によって、『ガールガンレディ』（毎日放送）『コタローは1人暮らし』（テレビ朝日）の2つのドラマにレギュラーで掛け持ち出演した。
2022年7月22日発売の『Seventeen』夏号をもって約4年間務めたSeventeenの専属モデルを卒業。9月16日、映画『沈黙のパレード』で並木夏美役を演じて、映画初出演を果たす。10月20日発売の『non-no』12月号からnon-no専属モデルとなった。
2023年1月12日に配信開始されたNetflixオリジナルドラマ『舞妓さんちのまかないさん』でドラマ初主演（森七菜とのダブル主演）。3月24日に自身初となる1st写真集『liberte』が発売。

## 人物
- オーディションに応募する前から『Seventeen』の読者である。ファンとして応援していたフェアリーズの当時のメンバーである下村実生が同誌専属モデルを務めていたことから購読を始めた[5]。しかし、出口がミスセブンティーンに選ばれた「Seventeen 夏の学園祭2018」で、“ファン”から“先輩”になった下村が歩いているのを見て緊張してしまい、彼女と目を合わせられなかった[24]。
- 山本舞香が自身のInstagramアカウントを通じて事務所の後輩である出口との2ショット写真を上げたところ、共に写った美少女は誰かとネット上の話題となる[25]。
- 香菜の香りと風味を好む。刀削麺に盛った香菜の味に感銘したのがきっかけである[26]。
- 父親は日本人、母親は中国人。姉3人と弟1人の5人姉弟である[27][28]。
- 『舞妓さんちのまかないさん』で共演した森七菜と仲が良く、ふたりきりで旅行へ行くなど共演後も深い友人関係を築いている[29]。
- 趣味は食べ歩きで、特技は中国語[30]。本人は福建省の福建語の使用者で、基本的に家庭内でしか使用していない。ドラマ『BLUE MOMENT ブルーモーメント』では北京語に挑戦した[31]。

## 受賞歴
2023年
- 第26回 日刊スポーツ・ドラマグランプリ 夏ドラマ 助演女優賞（『18/40〜ふたりなら夢も恋も〜』）

2024年
- 第46回ヨコハマ映画祭 最優秀新人賞（『赤羽骨子のボディガード』）

## 出演

### テレビドラマ
- ココア（2019年1月4日、フジテレビ） - 主演・鈴森香 役[14][35]※南沙良、永瀬莉子とのトリプル主演
- 恋の病と野郎組 第2話（2019年7月27日、BS日テレ） - ヒロイン・倉木ユリ 役[15][16]
- スイッチ（2020年6月21日、テレビ朝日） - 蔦谷円 役[36]
- アンサング・シンデレラ病院薬剤師の処方箋 第7話（2020年8月27日、フジテレビ） - 長谷川愛里 役[37]
- カレーの唄。（2020年10月1日 - 12月17日、dTVチャンネル・ひかりTV / 10月10日 - 12月26日、BS12 トゥエルビ） - ヒロイン・森まどか 役[38]
- 30禁 それは30歳未満お断りの恋。（2021年1月12日 - 3月2日、フジテレビ） - 今井恵菜 役[39][40]
- ガールガンレディ（2021年4月7日（6日深夜） - 6月9日（8日深夜）、MBS） - 稲田秋帆 役[41]
- コタローは1人暮らし（2021年4月24日 - 6月26日、テレビ朝日） - 二葉透子 役[42][43]
  - 花輪せんせいは半人前!? 特別編（2021年6月27日、テレビ朝日）[44]
- インバージョン（2022年3月18日・19日、MBSテレビ） - ヒロイン・今端琴音 役[45]
- ばかやろうのキス（2022年8月6日 - 9月3日、日本テレビ） - ヒロイン・美山李里奈 役[46]
- ZIP! 朝ドラマ「クレッシェンドで進め」（2022年10月17日 - 12月16日、日本テレビ） - ヒロイン・藤田 役[47]
- 沼る。港区女子高生 第3話（2023年3月11日、日本テレビ） - 美山李里奈 役
- 18/40〜ふたりなら夢も恋も〜（2023年7月11日 - 9月12日、TBS） - 西村世奈 役[48]
- わたしの一番最悪なともだち 第17回（2023年9月18日、NHK） - 本条恵麻 役[49]
- アオハライド（WOWOW） - 主演・吉岡双葉 役（櫻井海音とダブル主演）
  - Season1（2023年9月22日 - 11月10日）[50][51]
  - Season2（2024年1月19日 - 2月23日）[52]
- いちばんすきな花 第9話（2023年12月7日、フジテレビ） - 志木美鳥 役（大学時代）[53]
- 君が心をくれたから（2024年1月8日 - 3月18日、フジテレビ） - 朝野春陽 役[54]
- ブルーモーメント（2024年4月24日 - 6月26日、フジテレビ） - ヒロイン・雲田彩 役[55]
- ほんとにあった怖い話 夏の特別編2025「或る訳ありの部屋」（2025年8月16日、フジテレビ） - 主演・笠間真衣 役[56]

### ウェブドラマ
- スカパー! 朝のTwitterドラマ「白線」（2019年3月4日 - 9日、Twitter） - 主演[57]
- 主人公（2019年9月2日 - 10月7日、YouTube） - 原祐奈 役[58][59]
- アンサング・シンデレラ ANOTHER STORY 〜新人薬剤師 相原くるみ〜（2020年8月27日 - 9月24日、FOD） - 長谷川愛里 役[60]
- 30禁 それは30歳未満お断りの恋。（2020年9月15日 - 11月2日、FOD） - 今井恵菜 役[61]
- 花輪せんせいは半人前!?（2021年5月22日 - 6月19日、TELASA） - 二葉透子 役[62]
- 星から来たあなた（2022年2月23日、全10話、Amazon Original） - 笹原椿（高校時代）/ きよ 役[63]
- 舞妓さんちのまかないさん（2023年1月12日、全9話、Netflix） - 主演・戸来すみれ / 百はな 役※森七菜とダブル主演[21][22]
- 爽健美茶のドラマ「君が好き.mp4」（2023年5月29日、ABEMA） - 主演・ナツキ 役[64]
- いつだって究極の選択（2025年1月6日、YouTube 他） - 謎の女性 役[65]

### 映画
- 沈黙のパレード（2022年9月16日公開） - 並木夏美 役[19][66]
- あの花が咲く丘で、君とまた出会えたら。（2023年12月8日公開、松竹） - 千代 役[67]
- 余命一年の僕が、余命半年の君と出会った話。（2024年6月27日配信、Netflix） - ヒロイン・桜井春奈 役[68][69]
- 赤羽骨子のボディガード（2024年8月2日公開） - ヒロイン・赤羽骨子 役[70]
- か「」く「」し「」ご「」と「（2025年5月30日公開） - 主演・三木直子（ミッキー） 役※奥平大兼とダブル主演[71]
- 万事快調〈オール・グリーンズ〉（2026年公開予定） - 主演・矢口美流紅 役※南沙良とダブル主演[72]

### CM
- ヴィエリス 全身脱毛サロン「KIREIMO」（2021年3月10日 - ）[73][74]
- ミスタードーナツ
  - さつまいもド「甘みがじゅわる。密いもド」篇（2021年8月27日 - ）[75]
- 日本コカ・コーラ 爽健美茶「私を、前へ。」篇（2023年5月29日 - ）[76]
- 味の素 ほんだし「ほんだし 店主」篇（2023年9月19日 - ）[77]
- U-NEXT HOLDINGS「NEXT for U」（2024年4月 - ）※福山雅治と共演[78]
- キリンビバレッジ 生茶・生茶 ほうじ煎茶「きもちよさ、と生きていく 出口さん」篇（2024年9月 - ）※鈴木亮平と共演[79]
- フジクラ（2024年10月3日 - ）※長谷川博己と共演[80]
- アットホーム「不思議の国の住まいさがし これひとつ」篇、「不思議の国の住まいさがし ぴったりな住まい」篇（2024年12月14日 - ）[81]
- はるやま商事「褒められスーツ」（2025年1月17日 - ）※高橋文哉と共演[82][83]
- JR東日本 JR SKISKI「白と熱。」（2025年1月20日 - ）※青木柚と共演[84][85]
- みずほ銀行「新生活応援キャンペーン」（2025年2月3日 - ）[86]
- BANDAI SPIRITSホビーディビジョンガンプラ 「初めてのガンプラ編」（2025年2月21日 - ）[87]

### 広告
- 東進ハイスクール Webムービー（2018年）[88]
- HARUTA（2019年） - イメージガール[12]
- 日本コカ・コーラ サマー・キャンペーン（2019年） - モデル[89]
- LINE証券「投資をもっと身近に、もっと手軽に」篇（2019年）[90]
- たちばな 振袖テレビCM 「何色にだってなれるはず」篇（2019年 - 2020年[91][92]）
- たちばな&シャレニー 振袖テレビCM「さぁ出発だ！」篇（2019年 - 2020年[93]）
- たちばな Webムービー「Natsuki Deguchi / Maria Mori : PHOTO SESSION 2019」（2019年）[94]
- 株式会社ヴィエリス「キレイモ」 イメージキャラクター2021春夏イメージモデル
- 警視庁 令和元年全国地域安全運動（2019年10月）[95]

### MV
- スカート「遠い春」（2018年10月23日）[96]
- 関取花「今をください」（2020年9月10日）[97]
- 泣き虫☔︎ 「ネモネア。」 （2020年11月11日）[98]
- Transistory Project「お化けに恋した線香花火」（2021年8月12日）[99]
- GReeeeN「勿忘草」（2023年7月29日） - 山口芙美 役[100]

## 書籍

### 雑誌
- Seventeen（2018年10月号 - 2022年夏号、集英社） - 専属モデル[88]
- non-no（2022年12月号[20] - 、集英社） - 専属モデル

### 写真集
- liberte（KADOKAWA、2023年3月24日）ISBN 978-4048971263[23]